# Los dos Bartlets
 Los dos Bartlet  es el décimo segundo capítulo de la tercera temporada de la serie dramática El ala oeste.

## Argumento
Toby y C.J. acompañan al presidente en el Air Force One para hacer campaña en Iowa, poco antes de los caucus. Allí le preguntarán sobre la eliminación de las Leyes de Discriminación positiva, que ha planteado uno de los candidatos en las primarias republicanas. 
El presidente de los Estados Unidos terminará dando evasivas, una situación que no es del agrado ni de Toby ni de C.J.. Esta en concreto tiene su historia particular: su padre podría haber llegado mucho más lejos en su carrera docente por méritos propios, pero una de esas leyes le concedió el puesto a una candidata negra mucho menos cualificada. Ahora tiene graves problemas de salud.
Por otro lado, Sam deberá entrevistarse con un excéntrico personaje obsesionado con la Teoría de la Conspiración en el gobierno llamado Robert Engle. Este cree que en Fort Knox se han volatilizado varias toneladas de lingotes de oro y en su lugar han sido colocados varios cuerpos de alienígenas. Como en el resto de episodio, aquí también la figura paterna es esencial: el padre de Engle fue uno de los grandes “investigadores” de la teoría de la Conspiración.
Mientras, Josh deberá aplazar sus vacaciones a Haití con Amy Gardner para evitar problemas en la huelga que mantiene un viejo amigo suyo en Vieques, Puerto Rico. Este, un antiguo actor latino, protesta por las altas tasas de cáncer en la isla así como por la presencia de una base permanente del Ejército de los Estados Unidos. Josh para compensar a la Directora de la Oficina Feminista de Washington D. C. decide darle una sorpresa en su apartamento: una fiesta tropical con todos los adornos imaginables. 

## Curiosidades
- El título se explica al final del episodio, cuando Toby se reúne con el presidente en el despacho oval. El primero viene a decir que hay dos Bartlets: el académico realista que cae bien a todo el mundo y por otro el idealista que se enfrentó a su padre, que aprovechaba para azotarlo siempre que tenía ocasión. La conversación acabará abruptamente ante el enfado creciente del presidente de los Estados Unidos.

## Premios
- Nominación al Mejor Actor de Reparto para Bradley Whitford (Premios Emmy)[1]